# Magpul PDR
Magpul PDR (англ. Personal Defense Rifle — «персональная винтовка для самообороны») — концептуальная разработка американской компании Magpul в 2012 году. Легкое и компактное оружие, калибра 5,56 мм НАТО с размерами PDW. Предполагалась для использования как оружие личной обороны, так и для спецслужб, охранных предприятий и подобных организациях.

## Разработка
Компания планировала сделать легкое и компактное оружие калибра 5,56 мм с размерами PDW. Magpul PDR построен по схеме булл-пап. Оружие имеет стандартный калибр для штурмовых винтовок, используемый в странах НАТО. Предполагалось использование 20- и 30-зарядных магазинов стандарта NATO STANAG от винтовки M16.
В результате разработка оказалась не востребована и никаких планов по производству данного образца не планируется. Кроме не функционирующего прототипа, ни одного действующего образца произведено не было.

## Схема
В прототипе была возможность смены направления экстракции стреляной гильзы для чего окно экстракции продублировали с двух сторон — это позволило бы комфортно стрелять как правше, так и левше. Рукоятка заряжания продублирована с обеих сторон. PDR состоит из верхней и нижней части, соединенных между собой тремя штифтами. Нижнюю часть ствольной коробки предполагалось выпускать в двух версиях — PDR-D и PDR-C. PDR-D предназначена для использования как стандартный вариант винтовки, а PDR-C — для использования в тесных условиях (CQB — close quaters battle, ближний бой), в обоих вариантах имеется полость для установки тактического фонаря. На верхней части ствольной коробки имеется направляющая типа Планка Пикатинни для установки различных прицельных приспособлений. Ствол должен был иметь полигональные нарезы, которые по сравнению с традиционными обеспечивают лучшую обтюрацию (то есть позволяют плотнее запирать пространство между пулей и внутренней поверхностью ствола, тем самым не допуская прорыв газов за пулю).
Приблизительная скорострельность должна была составить 500—650 в/мин.

## Дополнительная информация
Компания Magpul запустила производство страйкбольной версии PDR.
Также оружие присутствует в двух частях игр Battlefield: Battlefield 3, Battlefield 4, а также в браузерных играх Contract Wars, BLOCKPOST.